# Rákartindur
Rákartindur är en bergstopp i republiken Island. Den ligger i regionen Austurland, 270 km öster om huvudstaden Reykjavík. Toppen på Rákartindur är 320 meter över havet.
Det finns inga samhällen i närheten. Trakten runt Rákartindur består i huvudsak av gräsmarker.